# Опенкинское сельское поселение
Опенкинское сельское поселение — муниципальное образование в Пролетарском районе Ростовской области.
Административный центр поселения — посёлок Опенки.

## Административное устройство
В состав Опенкинского сельского поселения входят:
- посёлок Опенки;
- посёлок Вербный;
- посёлок Дольный;
- посёлок Корсаки;
- посёлок Протоки.

## Население
| 2010  | 2012  | 2013  | 2014  | 2015  | 2016  | 2017  |
| ----- | ----- | ----- | ----- | ----- | ----- | ----- |
| 2030  | ↘2019 | ↘2014 | ↘1975 | ↘1961 | ↘1943 | ↘1923 |
| 2018  | 2019  | 2020  | 2021  |       |       |       |
| ↘1894 | ↘1857 | ↘1856 | ↘1854 |       |       |       |